# Unchained Melody
Unchained Melody är en populär sång med musik av Alex North och text av Hy Zaret. Sången är en av de flitigast inspelade under 1900-talet; enligt vissa beräkningar finns det över 500 versioner på hundratals olika språk.
North använde musiken som tema till filmen Unchained från 1955. I filmen sjunger Todd Duncan. Kort därefter släppte Les Baxter en instrumental version av sången som rönte stora framgångar. Nästa version sjöngs av Al Hibbler som även den blev framgångsrik. Därefter gjordes en rad olika versioner av sången under 1950-talet. Den ovanligaste versionen torde vara Gene Vincents från 1956 som saknar refrängen i sången.
Sången blev oerhört populär igen 1965, då Phil Spector producerade en version som framfördes av Bobby Hatfield i The Righteous Brothers. Denna version är kanske den mest välkända. Den finns bland annat med i filmen Ghost.
I övrigt kan Elvis Presleys version av sången nämnas. Presley framförde sången live under större delar av sina vår- och sommarturnéer, bland annat i Crisler Arena i Ann Arbor, Michigan 24 april 1977, en inspelning som går att finna på albumet Moody Blue.
Även en liveinspelning filmad av CBS 21 juni 1977 existerar, men har aldrig blivit officiellt utgiven.
Det Irländska rockbandet U2 har gjort en cover på låten. Den finns på baksidan av singeln "All I want is you" från 1989 och även på CD 2 på deras samlingsalbum Best of 1980-1990.
Bland alla andra artister som spelat in den kan nämnas:
- Al Green
- Ane Brun
- Barry Manilow
- Cliff Richard
- Cyndi Lauper
- Dionne Warwick
- Donny Osmond
- Etta Jones
- Gheorghe Zamfir
- Harry Belafonte
- Joni Mitchell
- LeAnn Rimes
- Leo Sayer
- Lykke Li
- The Manhattan Transfer
- Neil Diamond
- Norah Jones
- Patti LaBelle
- Ray Conniff
- Roy Orbison
- Sonny & Cher
- The Supremes
- Sarah McLachlan
- Susan Boyle
- Van Morrison
- Willie Nelson